# Sostrata nordica
Sostrata nordica is een vlinder uit de familie van de dikkopjes (Hesperiidae). De wetenschappelijke naam van de soort is voor het eerst gepubliceerd in 1953 door William Harry Evans.
De soort komt voor in Zuid-Texas, Mexico, Guatemala, Costa Rica, Panama en plaatselijk in Zuid-Amerika waaronder Argentinië.